# Elecciones para Jefe de Estado de Costa Rica de 1835
En las elecciones de Jefe de Estado de Costa Rica de 1835 resultó ganador Braulio Carrillo Colina usando el modelo de sufragio indirecto. En aquel momento la Constitución establecía un sistema en el cual los costarricenses varones votaban públicamente para elegir a sus delegados electorales quienes, en cantidad proporcional a la población del área que representaban, elegían al presidente. San José escogía 11, Cartago 8, Heredia 8, Alajuela 5, Bagaces 1, Escazú 3, Ujarrás 2, Térraba 1 y Nicoya 3. 
Participaron en dichas elecciones además de Carillo, Juan José Lara, Manuel Aguilar, Joaquín Iglesias, Manuel Fernández y Agustín Gutiérrez. En total Carrillo obtuvo 16 votos electorales la mayoría provenientes de San José, Lara recibió 11, Aguilar recibió 6, Iglesias 3 y los demás 1 cada uno. 

## Resultados
| Candidato         | Votos |
| ----------------- | ----- |
| Braulio Carrillo  | 16    |
| Juan José Lara    | 11    |
| Manuel Aguilar    | 6     |
| Joaquín Iglesias  | 3     |
| Manuel Fernández  | 1     |
| Agustín Gutiérrez | 1     |